# Carbajosa de la Sagrada (kommun)
Carbajosa de la Sagrada är en kommun i Spanien.   Den ligger i provinsen Provincia de Salamanca och regionen Kastilien och Leon, i den centrala delen av landet, 170 km väster om huvudstaden Madrid. Antalet invånare är 6 528.